# Pervaja Liga 1990
In  1990 werd de 51ste editie van de Pervaja Liga gespeeld, de tweede hoogste divisie voor voetbalclubs uit de Sovjet-Unie. De competitie werd gespeeld van 6 april tot 4 november. Spartak Vladikavkaz, tot vorige seizoen Spartak Ordzjonikidze, werd kampioen.
De Georgische clubs Dinamo Tbilisi en het uit de Pervaja Liga gepromoveerde Goeria Lantsjchoeti alsook Torpedo Koetaisi en Dinamo Batoemi hadden de competitie verlaten en gingen in de Oemaghlesi Liga spelen, hoewel Georgië nog niet officieel onafhankelijk was. Promovendus Dinamo Soechoemi, uit de Abchazische hoofdstad, koos er echter voor om in de Sovjet-competitie te blijven spelen.
De stad Gorki veranderde naam in Nizjni Novgorod.

## Eindstand
Voor een gelijkspel kregen de clubs één punt tot twaalf keer toe, vanaf dat een club een dertiende keer gelijk speelde kregen ze hier geen punten meer voor. 
| Plaats | Club                      | Wed. | W  | G  | V  | Saldo | Ptn. |
| ------ | ------------------------- | ---- | -- | -- | -- | ----- | ---- |
| 1.     | Spartak Vladikavkaz       | 38   | 24 | 9  | 5  | 73:30 | 57   |
| 2.     | Pachtakor Tasjkent        | 38   | 23 | 8  | 7  | 80:45 | 54   |
| 3.     | Metalloerg Zaporozje      | 38   | 19 | 14 | 5  | 58:30 | 52   |
| 4.     | Lokomotiv Moskou          | 38   | 19 | 9  | 10 | 52:34 | 47   |
| 5.     | Dinamo Stavropol          | 38   | 20 | 6  | 12 | 56:42 | 46   |
| 6.     | Sjinnik Jaroslavl         | 38   | 19 | 8  | 11 | 55:39 | 46   |
| 7.     | Nistru Kisjinev           | 38   | 14 | 12 | 12 | 50:44 | 40   |
| 8.     | Neftsji Bakoe             | 38   | 14 | 10 | 14 | 52:51 | 38   |
| 9.     | Tavrija Simferopol        | 38   | 11 | 16 | 11 | 40:38 | 38   |
| 10.    | Fakel Voronezj            | 38   | 14 | 9  | 15 | 43:45 | 37   |
| 11.    | Geolog Tjoemen            | 38   | 14 | 9  | 15 | 38:45 | 37   |
| 12.    | Dinamo Soechoemi          | 38   | 14 | 8  | 16 | 36:41 | 36   |
| 13.    | Tiras Tiraspol            | 38   | 10 | 15 | 13 | 32:45 | 35   |
| 14.    | Kotajk Abovjan            | 38   | 12 | 9  | 17 | 44:52 | 33   |
| 15.    | Rostselmasj Rostov        | 38   | 11 | 9  | 18 | 39:56 | 31   |
| 16.    | Lokomotiv Nizjni Novgorod | 38   | 10 | 11 | 17 | 39:58 | 31   |
| 17.    | Kairat Alma-Ata           | 38   | 10 | 10 | 18 | 35:50 | 30   |
| 18.    | Zenit Leningrad           | 38   | 8  | 14 | 16 | 35:41 | 30   |
| 19.    | Koeban Krasnodar          | 38   | 11 | 6  | 21 | 34:60 | 28   |
| 20.    | Koezbass Kemerovo         | 38   | 4  | 6  | 28 | 21:66 | 14   |

|  | Kampioen, promotie naar de Top Liga |
|  | Promotie naar de Top Liga           |
|  | Degradatie naar de Vtoraja Liga     |

De toenmalige namen worden weergegeven, voor clubs uit nu onafhankelijke deelrepublieken wordt de Russische schrijfwijze weergegeven zoals destijds gebruikelijk was, de vlaggen van de huidige onafhankelijke repbulieken geven aan uit welke republiek de clubs afkomstig zijn.

### Kampioen
| Pervaja Liga 1990                       |
| Russische SSR                           |
| --------------------------------------- |
| SPARTAK VLADIKAVKAZ Kampioen (1° titel) |